# Jo Ann Terry
Jo Ann Terry (verheiratete Grissom; * 4. August 1938 in Indianapolis) ist eine ehemalige US-amerikanische Hürdenläuferin, Weitspringerin und Fünfkämpferin.
Über 80 m Hürden schied sie bei den Olympischen Spielen 1960 in Rom im Vorlauf aus und siegte bei den Panamerikanischen Spielen 1963 in São Paulo.
1964 scheiterte sie beim Weitsprung der Olympischen Spiele in Tokio in der Qualifikation.
1960 wurde sie US-Meisterin über 80 m Hürden und im Fünfkampf. Viermal wurde sie US-Hallenmeisterin über 70 Yards Hürden (1959–1962) und einmal im Standweitsprung (1959).

## Persönliche Bestleistungen
- 80 m Hürden: 11,1 s, 16. Juli 1961, Moskau
- Weitsprung: 6,08 m, 1964